# 13 Korpus Armijny (Imperium Rosyjskie)
13 Korpus Armijny (ros. 13-й армейский корпус) – jeden ze związków operacyjno-taktycznych  Imperium Rosyjskiego w czasie I wojny światowej. Sformowany  19 lutego 1877 w Moskiewskim Okręgu Wojskowym. Miejsce stacjonowania sztabu w 1914 – Smoleńsk. 

## Struktura organizacyjna
Organizacja w 1914
- dowództwo i sztab – Smoleńsk
- 1 Dywizja Piechoty
- 36 Dywizja Piechoty
- 2 Samodzielna Brygada Kawalerii
- 13 dywizjon haubic
- zapasowy dywizjon artylerii konnej
- 13 batalion saperów

## Podporządkowanie
- 2 Armii (od 2.08.1914)
- 12 Armii (15.01 – 1.05.1916)
- 1 Armii (21.06 – 17.07.1916)
- 12 Armii (1.08  – 11.11.1916)
- 5 Armii (15.09 – 16.07.1917)
- 12 Armii (do grudnia 1917)

## Dowódcy Korpusu
- gen. lejtnant  N. A. Klujew (lipiec – sierpień 1914)*
- gen. lejtnant P. A. Kuzniecow (styczeń 1916 – wrzesień  1917)
- gen. major P. P. Adżijew (wrzesień – październik 1917)
- gen. lejtnant A. P. Symon  (od października 1917)
- Korpus zniszczony w Prusach Wschodnich